# Gare de Matzenheim
Gare de Matzenheim vasútállomás Franciaországban, Matzenheim településen.

## Vasútvonalak
Az állomást az alábbi vasútvonalak érintik:
- Strasbourg–Bázel-vasútvonal

## Kapcsolódó állomások
A vasútállomáshoz az alábbi állomások vannak a legközelebb:
- Gare de Benfeld (Gare de Sélestat)
- Gare d’Erstein (Gare de Saverne)